# Voloskivți, Ostroh
Voloskivți (în ucraineană Волосківці) este un sat în comuna Moșceanîțea din raionul Ostroh, regiunea Rivne, Ucraina.

## Demografie
Componența lingvistică a localității Voloskivți
     Ucraineană (99,76%)
     Alte limbi (0,24%)
Conform recensământului din 2001, majoritatea populației localității Voloskivți era vorbitoare de ucraineană (99,76%), existând în minoritate și vorbitori de alte limbi.